# Beniamin Repphan
Beniamin Repphan (ur. w 1769, zm. 4 sierpnia 1831 w Sieradzu) – polski fabrykant, sukiennik.

## Życiorys

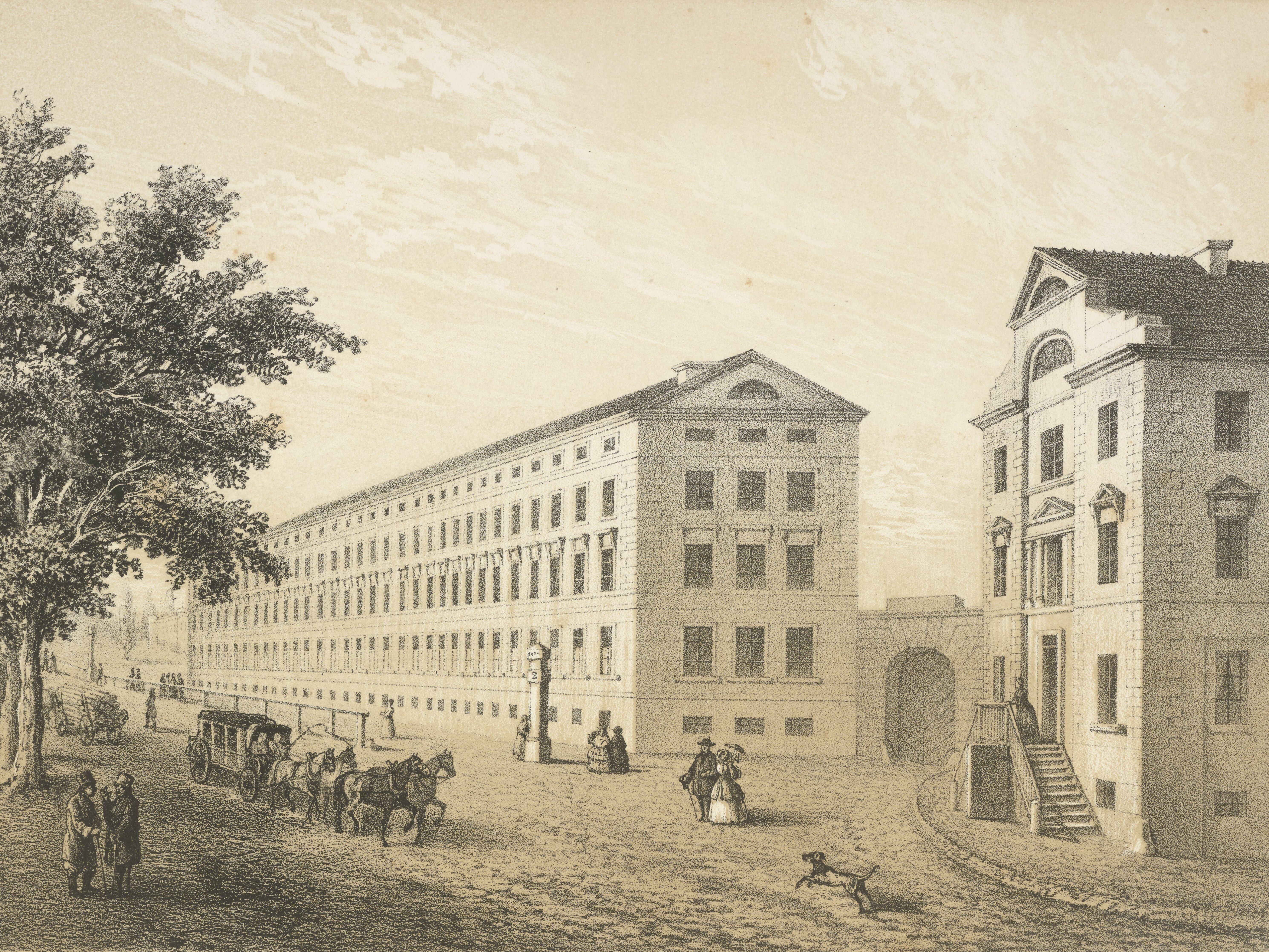
Fabryka Beniamina Repphana w Kaliszu (1858)

Do 1816 prowadził wraz z bratem Janem fabryki sukna w Międzychodzie i Międzyrzeczu. W tym samym roku osiadł w Kaliszu, gdzie początkowo dzierżawił niewykończony jeszcze budynek instytutu położniczego oraz inne nieruchomości na Warszawskim Przedmieściu, zakładając tam manufaktury sukienne. Bracia dysponowali kapitałem początkowym w wysokości 300 000 złotych polskich (w 1832 wartość przedsiębiorstwa wynosiła 2,8 mln złotych polskich). 
W 1824 Beniamin Repphan został jedynym właścicielem przedsiębiorstwa, które jednak nadal funkcjonowało pod nazwą „Bracia Repphanowie”. W Kaliszu życie przemysłowe skupiło się wokół manufaktury Repphana, nastawionej na wykańczanie tkanin. Górowała nad pozostałymi fabrykami sukna w mieście, ponieważ posiadała liczne kosztowne urządzenia. Pomimo braku maszyny parowej, firma rozwijała się dynamicznie. W 1828 posiadała 80 warsztatów tkackich, zatrudniając w latach 1828–1830 od 800 do 1000 osób. Wytwarzała sukno w trzech gatunkach w liczbie 181 256 łokci w 1829. Produkcja była głównie przeznaczona na eksport do Rosji. Beniamin Repphan od 1828 do 1830 wysyłał na wschód ponad 4000 postawów sukna rocznie, przeznaczając około 100 postawów na lokalny rynek i sprzedając we własnym domu. Będąc członkiem Izby Handlowej i Rękodzielniczej przy Komisji Województwa Kaliskiego w 1829, posiadał w sprawach przemysłu znaczny wpływ na podejmowanie decyzji administracyjnych. W Kaliszu stanął na czele antypolskiego buntu niemieckich rękodzielników w ostatnich miesiącach powstania listopadowego. Po stłumieniu buntu został osadzony w więzieniu w Sieradzu, w którym zmarł 4 sierpnia 1831.

## Życie prywatne
Był żonaty z Fryderyką Wilhelminą z Voigtów, która zmarła w Kaliszu w 1835. Miał z nią trzech synów: Jana, Augusta i Wilhelma oraz trzy córki: Fryderykę (zamężna z Carlem Scholtzem), Dorotę i Wilhelminę. Manufaktura pozostawała w rękach rodziny Repphanów do 1910. Wnukiem Beniamina był Emil Repphan (syn Augusta), zaś prawnukiem Stefan Szolc-Rogoziński, podróżnik.